# M55E1
M55E1はアメリカ合衆国の複数の使い捨てロケットの1段目で使用される固体燃料ロケットである。

## 搭載機
M55E1は以下のシステムで使用された。:
- ミニットマン III
- ミノタウロス

初期のミニットマンではM55A1を1段目に使用した。

## 仕様
- 製造: チオコール
- 最初の打ち上げ: 1970年3月14日
- 離陸時推力: 935,000 kN (210,196 lbf)
- 総重量: 30,000 kg (66,000 lb)
- 直径: 1.68 m (5.51 ft)
- 全長: 16.0 m (52.00 ft)[2]